# Catharsius renaudpauliani
Catharsius renaudpauliani là một loài bọ cánh cứng trong họ Bọ hung (Scarabaeidae).